# Awala-Yalimapo
Awala-Yalimapo – miasto w Gujanie Francuskiej (Departament zamorski Francji); 1294 mieszkańców (2008).